# Can't Take My Eyes Off You
Singles de Frankie Valli
The Proud One
(1966) I Make a Fool of Myself
(1967)
Can’t Take My Eyes Off You est un single de 1967 chanté par Frankie Valli et composé par Bob Crewe et Bob Gaudio. La chanson est l'un des plus grands succès de Valli, atteignant la deuxième place sur le Billboard Hot 100 et gagnant un disque d'or ; son plus gros succès en solo, avant celui de 1975 avec My Eyes Adored You.
La chanson a fait l'objet de nombreuses reprises, les plus notables seraient celles d'Andy Williams qui atteint la 5e place des charts anglais en 1968, la version disco de Boys Town Gang qui atteint la 4e place des charts anglais en 1982 (et fut no 1 en Belgique), celle de Lauryn Hill en 1998 (elle fut nommée aux Grammy Awards pour sa version), le medley des Pet Shop Boys en 1991, celle de Gloria Gaynor en 1990 ou celle de Muse en 2002.
Elle fut adaptée en français par Gilles Thibaut sous le titre Le garçon dont nous rêvons (enregistré en 1968 par le groupe canadien les Coquettes, puis par les Clodettes de Claude François l'année suivante) et par Michel Rivgauche sous le titre Une poussière dans le cœur (enregistré en 1969 par Line Renaud).

## Reprises (liste non exhaustive)
- 1967 : Jay and the Americans
- 1968 : Engelbert Humperdinck
- 1968 : Andy Williams
- 1968 : Ray Conniff
- 1968 : Les Coquettes (sous le nom de Le garçon dont nous rêvons)
- 1968 : Vikki Carr
- 1968 : The Easybeats
- 1969 : Diana Ross & the Supremes
- 1969 : Line Renaud (sous le nom d'Une poussière dans le cœur)
- 1972 : Bobby Darin (Weekly Television Variety Show)
- 1982 : Boys Town Gang
- 1991 : Pet Shop Boys (la chanson est interprétée en même temps que Where the Streets Have No Name)
- 1998 : Gloria Gaynor
- 1998 : Lauryn Hill (piste bonus cachée sur l'album The Miseducation of Lauryn Hill ; sous le nom de Can't Take My Eyes Off of You)[6]
- 1999 : Heath Ledger dans le film Dix Bonnes Raisons de te larguer
- 2000 : Shiina Ringo
- 2002 : Bumblefoot sur l'album Uncool
- 2002 : Muse (chanson bonus du double single Dead Star/In Your World)
- 2006 : David Campbell
- 2010 : John Barrowman
- 2011 : Chihiro Yamanaka sur l'album Reminiscence
- 2013 : Walk off the Earth feat. Selah Sue
- 2013 : Vigon Bamy Jay sur l'album Les Soul Men
- 2014 : John Lloyd Young dans le film Jersey Boys de Clint Eastwood
- 2014 : Morten Harket (chanteur du groupe norvégien a-ha)
- 2016 : Amanda Lear sur l'album Let me entertain you
- 2020 : Surf Mesa (sous le nom d'ILY (I Love You Baby))
- 2020 : Shawn Mendes

## Dans la culture
Sauf indication contraire, les informations mentionnées dans cette section peuvent être confirmées par le générique de fin de l'œuvre audiovisuelle présentée ici, ainsi que par la base de données cinématographiques IMDb,  présente dans la section « Liens externes ».
- 1978 : Voyage au bout de l'enfer de Michael Cimino, chanson interprétée par Robert De Niro, John Cazale, John Savage et Christopher Walken en playback dans sa version originale dans les scènes de partie de billard et de mariage.
- 1990 : Susie et les Baker Boys de Steve Kloves, interprétée par Susie Diamond (Michelle Pfeiffer).
- 1997 : Complots de Richard Donner, utilisée à plusieurs reprises, dans le film et en générique de fin, dans la version de Valli et dans une reprise par Lauryn Hill.
- 1999 : Dix Bonnes Raisons de te larguer de Gil Junger, chanson interprétée par Heath Ledger.
- 2001 : Le Journal de Bridget Jones de Sharon Maguire.
- 2003 : Les Sentiments de Noémie Lvovsky, interprétée par Nathalie Baye en playback et en générique de fin dans sa version originale.
- 2017 : Le Sens de la fête d'Olivier Nakache et Éric Toledano - musique additionnelle avec la version disco de Boys Town Gang.
- 2019 : générique de l'épisode 2 de la saison 5 de Black Mirror.
- 2020 : utilisée dans l'épisode 6 de la saison 4 de The Crown.